# خواکین سوبرینو
خواکین سوبرینو (اسپانیایی: Joaquín Sobrino‎؛ زادهٔ ۲۲ ژوئن ۱۹۸۲ ) دوچرخه‌سوار اهل اسپانیا است. وی عضو تیم کاخا رورال-سگوروس رخا بوده است.